# 小川輝晃
小川 輝晃（おがわ てるあき、1968年8月29日 - ）は、日本の俳優、声優、モーションキャプチャアクター、演出家。
大阪府出身。81プロデュース所属。一般社団法人狼煙工房代表理事。奈良県橿原市観光大使。

## 略歴
1987年、奈良県立橿原高校在学中にNHKの連続テレビ小説『はっさい先生』に出演し、高校3年生でテレビデビューした。
その後倉本聰主宰の富良野塾に加入、北海道へ転居するが、塾の方向性に馴染めず1年で退塾。東京でアルバイトをしながら俳優業を続ける。
1994年、スーパー戦隊シリーズ『忍者戦隊カクレンジャー』にサスケ / ニンジャレッド役で出演。同時にテレビドラマ初主演を果たす。
1998年には同シリーズ『星獣戦隊ギンガマン』にヒュウガ / 黒騎士役で出演。
2011年には『海賊戦隊ゴーカイジャー』で約11年ぶりにヒュウガを演じた。2015年には『手裏剣戦隊ニンニンジャー』で約19年ぶりにサスケ / ニンジャレッドを演じる。
また、かつては東京を中心に流山児★事務所などの舞台で俳優として活動。
声優としては、2006年7月に放映されたテレビアニメ『内閣権力犯罪強制取締官 財前丈太郎』において財前丈太郎役で主演を務め、2007年3月放映のディズニーアニメ『マイティダックス』でも主役のワイルドウィングを演じた。
2015年4月1日付で、プロダクション・エースから81プロデュースへ移籍。それ以前にはフラッシュ・カンパニー、先駆舎に所属していた。
現在は、洗足学園音楽大学声優アニメソングコースの講師も務めている。

## 人物
方言は関西弁。四人兄弟の次男である。
特技はアクション・乗馬・走ること。柔道初段、中国拳法一級。高校時代は陸上部に所属。特にアクションはゲームでのキャラクターモーションを演じることもあり、また『カクレンジャー』や『ギンガマン』では怪人や戦闘員のスーツアクターを自ら志願して演じたこともあったという。
2011年3月に発生した東北地方太平洋沖地震を受け、Twitter上で応援専用アカウント「ヒーロー (tokusatsuhero)」を取得。さらには歴代の特撮ヒーロー番組の出演者に協力を呼びかけ、数多くの「ヒーロー」から被災地の子供たちへの応援メッセージを掲載し続けている。同年7月11日には一般社団法人・狼煙工房を設立。募金や支援金だけでなく、不要になった玩具を集めて被災地の子供たちに寄付するおもちゃリティというチャリティ企画も行っていた。
吹き替えでは、ボイド・ホルブルックを持ち役にしている。

### エピソード
俳優を目指したきっかけは、内向的な自身を変えようと思ったことと、高校時代に夢を果たせず亡くなった友人を想ってのことであった。大学講師となってからは、内向的な学生に対して自身の経験を基にアドバイスしているという。
初めて出演したミュージカルでは、風邪で声が出なくなりセリフを削られてしまったが、公演後に女性客から応援されたことで役者をやめられなくなったと述べている。
富良野塾を退塾し、上京した後、将来に悩んだ末、自身の実行力を証明するため東京から奈良までの500キロメートルを10日間かけて走破した。これをやり遂げたことで、自身がやろうと思ったことをできる人間だと実証することができたといい、『カクレンジャー』のオーディションでも自信につながったという。
『カクレンジャー』のオーディション時点では自動二輪免許を取得していなかったが、合格のため現在取りに行っていると述べ、その後に教習所には通わず直接受験し、2回目で合格した。
『カクレンジャー』のメンバーの中では最年長であり、キャスト陣からは「兄さん」という愛称で呼び慕われていた。『カクレンジャー』の共演者（特にセイカイ / ニンジャイエロー役の河合秀やサイゾウ / ニンジャブルー役の土田大）とは現在でも親交があるという。
『カクレンジャー』の撮影当初は、年長者としてキャストをどうまとめようか考えつつ、サスケがリーダーではないという設定から自身が仕切るわけにもいかず思い悩んでいた。しかし、劇場版の撮影で長台詞を言えず鶴姫にセリフが移行されたことにショックを受け、自身の演技を第一に考えていないとならないと理解し、それぞれの仕事を全うすることで自然に結束力が高まっていったという。
『ギンガマン』のヒュウガ役での起用の理由は、メインライターの小林靖子が『カクレンジャー』のファンであったことが理由の一つに挙げられている。
2010年には『天装戦隊ゴセイジャー』に鶴姫 / ニンジャホワイト役の広瀬仁美と共に夫婦役で約10年ぶりにゲスト出演。
『海賊戦隊ゴーカイジャー』の第20話に『ギンガマン』のヒュウガ役で出演。同作品への出演は、東日本大震災の被災者を励ましたいとの理由からであった。また、同話で共演したリョウマ / ギンガレッド役の前原一輝はすでに俳優を引退しているが、小川が前原と食事をしている時に出演依頼があったことから、出演を実現させた。

## 出演
※太字はメインキャラクター。

### テレビドラマ
- スーパー戦隊シリーズ
  - 忍者戦隊カクレンジャー（1994年2月 - 1995年2月） - 主演・サスケ / ニンジャレッド[17] 役
  - 星獣戦隊ギンガマン（1998年 - 1999年） - ヒュウガ[17] 役
  - 天装戦隊ゴセイジャー epic19（2010年6月20日） - 田村聡 役[17]
  - 海賊戦隊ゴーカイジャー 第20話（2011年7月10日） - ヒュウガ 役[17]
  - 手裏剣戦隊ニンニンジャー 忍びの7（2015年4月12日） - サスケ / ニンジャレッド 役[18]
- ボイスラッガー 第7話（1999年3月20日） - バンダナ刑事 役
- ウルトラマントリガー NEW GENERATION TIGA 第14・15話（2021年10月23日） - アブソリュートディアボロの声[19]
- J-BOT ケロ太（2023年 - ） - テル博士 役[20]
- SHOGUN’S NINJA-将軍乃忍者-（2025年3月21日〈予定〉） - 風魔小太郎[21]

### 映画
- スーパー戦隊シリーズ
  - 劇場版 忍者戦隊カクレンジャー（1994年） - 主演・サスケ / ニンジャレッド 役[17]
  - スーパー戦隊ワールド（1994年） - ニンジャレッドの声[17]
  - ゴーカイジャー ゴセイジャー スーパー戦隊199ヒーロー大決戦（2011年） - ニンジャレッドの声、黒騎士の声
- 仮面ライダーシリーズ
  - 仮面ライダー×仮面ライダー オーズ&ダブル feat.スカル MOVIE大戦CORE（2010年） - フューチャーソフト社員 役（新藤保[22]）
  - 劇場版 仮面ライダーリバイス バトルファミリア（2022年）
- HONEY SCOOPER《EPISODE:01》（2018年） - フリージャーナリスト・赤城晃一 役

### オリジナルビデオ
- スーパー戦隊シリーズ
  - 忍者戦隊カクレンジャースーパービデオ秘伝之巻（1994年） - 主演・サスケ 役
  - 超力戦隊オーレンジャー オーレVSカクレンジャー（1996年） - サスケ / ニンジャレッド 役
  - 星獣戦隊ギンガマンVSメガレンジャー（1999年） - ヒュウガ 役
  - 救急戦隊ゴーゴーファイブVSギンガマン（2000年） - ヒュウガ / 黒騎士 役
- RAY（2005年） - 坂本 役

### ウェブドラマ
- ウルトラギャラクシーファイト 運命の衝突 プロローグ編（2021年） - アブソリュートディアボロの声
- ウルトラギャラクシーファイト 運命の衝突（2022年） - アブソリュートディアボロの声[19]
- 『劇場版 仮面ライダーリバイス』スピンオフ配信ドラマ『Birth of Chimera』（2022年7月22日、東映特撮ファンクラブ） - 外海 役[23]
- ウルトラマンレグロス（2023年） - アブソリュートディアボロの声
- 忍者戦隊カクレンジャー　第三部・中年奮闘編（2024年8月4日、東映特撮ファンクラブ） - 主演・サスケ / ニンジャレッド 役[24]

### 舞台
- 後楽園ゆうえんち 忍者戦隊カクレンジャー公演
- 後楽園ゆうえんち 星獣戦隊ギンガマン公演
- KNOCKIN' ON HEAVEN'S DOOR（1998年、シアターモリエール） - J 役[17]
- 優曇華の花待ち得たる心地。（2002年、シアターサンモール） - 砕牙 役[17]
- 由比正雪（2008年、本多劇場） - 由比正雪[17]
- 池田屋・裏 2012（2012年、天王洲 銀河劇場） - 土方歳三 役[25]
- からくりサーカス -サーカス編-（2012年、笹塚ファクトリー） - カピタン・グラツィアーノ
- LIVING ADV「STEINS;GATE」（2013年、Zepp DiverCity TOKYO） - 天王寺裕吾 役[17]
- 舞台「夜逃げ屋本舗」（2025年上演予定、シアター・アルファ東京）[26]

### モーションキャプチャ
- バイオハザード4（2005年） - レオン・S・ケネディ 役[17]
- 新 鬼武者 DAWN OF DREAMS（2006年） - 結城秀康 役[17]
- ナインティナイン ナイツ（2006年）
- ロスト プラネット エクストリーム コンディション（2006年） - ウェイン 役[17]
- クライシス コア ファイナルファンタジーVII（2007年） - セフィロス、ジェネシス、アンジール 役[17]
- 戦国BASARA3（2010年） - 石田三成 役[17]
- トリニティ ジルオール ゼロ（2010年）
- ザ・サード バースデイ（2010年）
- ファイナルファンタジー零式（2011年） - エース[17]
- キャプテンハーロック -SPACE PIRATE CAPTAIN HARLOCK-（2013年） - キャプテンハーロック[17]
- ドラゴンクエストヒーローズ 闇竜と世界樹の城（2015年） - アクト 役[17]
- ドラゴンクエストヒーローズII 双子の王と予言の終わり（2016年）
- ファイナルファンタジーXV（2016年） - アーデン・イズニア、ギルガメッシュ 役
- ULTRAMAN（2019年） - 早田進、エド 役[27][17]

### テレビアニメ
1999年
- ビーストウォーズネオ 超生命体トランスフォーマー（マッハキック）

2002年
- こちら葛飾区亀有公園前派出所（擬宝珠憂鬱）
- 満月をさがして（若王子圭一）
- ホイッスル!（鳴海貴志）

2004年
- Get Ride! アムドライバー（ダーク・カルホール）

2005年
- おねがいマイメロディ（ガッツマン）
- 銀牙伝説WEED（剣、レクター）

2006年
- アイシールド21（大平洋）
- 恋する天使アンジェリーク 〜心のめざめる時〜（ラキンの兄）
- 内閣権力犯罪強制取締官 財前丈太郎（財前丈太郎）
- 西の善き魔女 Astraea Testament（バード）
- 人造昆虫カブトボーグ V×V（ボーガーX）

2008年
- ケロロ軍曹（宇宙人）
- バンブーブレード（コスモワン）
- ミチコとハッチン（ジム）

2009年
- コケッコーさん（トンダースパパ）

2010年
- 名探偵コナン（国末照明）

2014年
- ハピネスチャージプリキュア!（愛乃勝）

2025年
- 戦隊レッド 異世界で冒険者になる（進藤大悟、喧嘩している男）

### 劇場アニメ
- GANTZ:O（2016年、原哲男）

### ゲーム
- ナインティナイン ナイツ（2006年） - アスファ
- 赤い糸 destiny DS（2009年） - のぶサン
- ファブスタイル（2011年） - リック・グルーバー[29]
- アサシン クリード シンジケート（2015年） - 切り裂きジャック
- デジボク地球防衛軍2（2024年） - セルジオ

### 吹き替え

#### 担当俳優
ボイド・ホルブルック
- 月影の下で - トーマス・ロックハート
- ザ・プレデター - クイン・マッケナ
- ナルコス - スティーブ・マーフィー
- 呪われし銀 - ジョン・マクブライド
- ヒーローキッズ - ミラクル・ガイ
- LOGAN/ローガン - ドナルド・ピアース

#### 映画（吹き替え）
- 裏切りのサーカス - ピーター・ギラム〈ベネディクト・カンバーバッチ〉[32]
- スーパー! - フランク・ダルボ / クリムゾンボルト〈レイン・ウィルソン〉[17]
- ストンプ・ザ・ヤード - DJ〈コロンバス・ショート〉[17]
- ゾンビランド - コロンバス〈ジェシー・アイゼンバーグ〉[17]
- ゾンビランド:ダブルタップ - フラッグスタッフ〈トーマス・ミドルディッチ〉
- ネバー・バックダウン - ライアン〈キャム・ギガンデット〉
- フェイク・フィアンセ - ヴィンス〈ジョセフ・ローレンス〉[17]
- マックス!!!鳥人死闘篇 - キエン〈チョウ・ベル・ディン〉[17]
- ラン・オールナイト - マイク・コンロン〈ジョエル・キナマン〉[17]
- リンカーン/秘密の書 - ジョシュア・スピード〈ジミ・シンプソン〉

#### ドラマ
- ER XIII 緊急救命室 - ダクタロス・パクストン（ロバート・バグネル〉#23[17]
- ER XIV 緊急救命室 - ジェンセン〈ヴィクター・ブラウン〉#18[17]
- パワーレンジャーシリーズ
  - パワーレンジャー・ロスト・ギャラクシー - レオ・コービット / レッドレンジャー〈ダニー・スラヴィン〉[17]
  - パワーレンジャー・ライトスピード・レスキュー - レオ・コービット / ギャラクシーレッドレンジャー〈ダニー・スラヴィン〉
- ファン・ジニ - サンス〈チョン・サンフン〉
- V (2009年版) - チャド・デッカー〈スコット・ウルフ〉
- BONES シーズン4 - ビンセント・ナイジェルマリー〈ライアン・カートライト〉
- メル&ジョー 好きなのはあなたでしょ? - ジョー・ロンゴ〈ジョセフ・ローレンス〉[17]
- Men&Legends 精武飛鴻 - ザク・フォン〈ピーター・ホー〉[17]

#### アニメ
- マイティ・ダックス - ワイルドウィング〈イアン・ジーリング〉
- モンスターVSエイリアン - デレク・ディートル〈ポール・ラッド〉[17]
- LEGO スター・ウォーズ/サマー・バケーション - ヴィク・ヴァンコー〈アル・ヤンコビック〉

### オーディオブック
- 破門（朗読[33]）
- 坂田勇吉シリーズ（朗読）
  - 走らなあかん、夜明けまで
  - 涙はふくな、凍るまで
  - 語りつづけろ、届くまで
- 平浦ファミリズム（平浦竜吉[34]）
- 史上最強オークさんの楽しい種付けハーレムづくり（ローランド 他[35]）
- 漂海のレクキール（トビアス・デスレー 他[36]）

### 玩具
- 忍者戦隊カクレンジャー ドロンチェンジャー 30th ANNIVERSARY EDITION（2025年3月）

### その他
- BAT.corp（2000年4月 - 2001年3月、関西テレビ） - 司会
- バトラク（2001年4月 - 2002年3月、関西テレビ）
- 戦隊レッド 異世界で冒険者になる（2025年） - 変身モーション監修[37]

## 監督

### テレビドラマ（監督）
- 武蔵忍法伝 忍者烈風（2015年）
- 妖ばなし（2017年）

### 初出話一覧
1. 1 2  第8話初出